# El Alto (gemeente)
El Alto is een gemeente (municipio) in de Boliviaanse provincie Pedro Domingo Murillo in het departement La Paz. De gemeente telt naar schatting 922.598 inwoners (2018). De hoofdstad is El Alto.

## Indeling
De gemeente bestaat uit de volgende onderkantons:
- Ciudad El Alto - 647.350 inwoners (2001)
- Chusa Marca - 281 inw.
- Comunidad Milluni - 189 inw.
- Mercedario - 151 inw.
- Porvenir III - 515 inw.
- Tacachira - 1.304 inw.
- Comunidad Alto Milluni - 77 inw.
- Comunidad Pochocollo Alto - 191 inw.